# Konterra, Maryland
Konterra, Maryland (енгл. Konterra) насељено је место без административног статуса у америчкој савезној држави Мериленд.

## Демографија
По попису из 2010. године број становника је 2.527.
| Група             | 2000.    | 2010.         |
| Белци             | 0 (0,0%) | 635 (25,1%)   |
| Афроамериканци    | 0 (0,0%) | 1.264 (50,0%) |
| Азијати           | 0 (0,0%) | 303 (12,0%)   |
| Хиспаноамериканци | 0 (0,0%) | 283 (11,2%)   |
| Укупно            | 0        | 2.527         |